# Municipio de Johnson (condado de Christian)
El municipio de Johnson (en inglés: Johnson Township) es un municipio ubicado en el condado de Christian en el estado estadounidense de Illinois. En el año 2010 tenía una población de 673 habitantes y una densidad poblacional de 6,97 personas por km².

## Geografía
El municipio de Johnson se encuentra ubicado en las coordenadas 39°29′00″N 89°18′52″O / 39.48333, -89.31444. Según la Oficina del Censo de los Estados Unidos, el municipio tiene una superficie total de 96.5 km², de la cual 92,28 km² corresponden a tierra firme y (4,37 %) 4,22 km² es agua.

## Demografía
Según el censo de 2010, había 673 personas residiendo en el municipio de Johnson. La densidad de población era de 6,97 hab./km². De los 673 habitantes, el municipio de Johnson estaba compuesto por el 98,66 % blancos, el 0,15 % eran afroamericanos, el 0,74 % eran asiáticos, el 0,3 % eran de otras razas y el 0,15 % eran de una mezcla de razas. Del total de la población el 0,45 % eran hispanos o latinos de cualquier raza.